# Charlie Brown (koszykarz)
Charles „Charlie” Brown Jr (ur. 2 lutego 1998 w Filadelfii) – amerykański koszykarz, występujący na pozycji rzucającego obrońcy, od 2023 zawodnik New York Knicks.
11 grudnia 2020 dołączył do obozu treningowego Minnesoty Timberwolves. 19 grudnia opuścił zespół.
25 kwietnia 2021 zawarł 10-dniową umowę z Oklahoma City Thunder. 5 maja podpisał kolejny, identyczny kontrakt. 15 maja związał się z zespołem do końca sezonu. 26 września 2021 został zwolniony. 23 grudnia 2021 podpisał 10-dniowy kontrakt Dallas Mavericks.
3 stycznia 2022 zawarł 10-dniową umowę z Philadelphia 76ers. 11 stycznia 2022 podpisał kolejną umowę z klubem również na występy w G-League. 5 września 2023 dołączył do New York Knicks.

## Osiągnięcia
Stan na 25 września 2023, na podstawie, o ile nie zaznaczono inaczej.
NCAA
- Laureat nagrody John P. Hilferty Award (2019 – MVP zespołu, współdzielona z Lamarrem Kimble)
- Zaliczony do:
  - I składu:
    - Big 5 (2019)
    - debiutantów Atlantic 10 (2017)

  - II składu Atlantic 10 (2019)
- MVP kolejki Atlantic 10 (28.01.2019, 19.11.2018)
- Debiutant kolejki Atlantic 10 (13.02.2017, 23.01.2017, 2.01.2017)

G-League
- Mistrz G-League (2023)

Reprezentacja 3x3
- Mistrz Ameryki 3x3 (2021)
- MVP mistrzostw Ameryki 3x3 (2021)